# Кичмаренко, Иван Савельевич
Ива́н Саве́льевич Кичмаре́нко (род. 16 марта 1946 года) — глава администрации (мэр) г.Бийска с 2004 по 2006 годы.

## Биография
- Родился 16 марта 1946 года в селе Зональное Алтайского края;
- В 1953 году поступил в первый класс Зональной средней школы. За время учёбы в школе неоднократно становился чемпионом Зонального района по лыжам.
- Окончив школу в 1963 году, успешно сдал экзамены в Бийский педагогический институт и был зачислен на физико-математический факультет. Учась в институте, всерьёз увлекался велоспортом и быстро добился звания чемпиона города Бийска.
- В 1967 году по распределению направляется на работу в Луговскую среднюю школу в должности зам. директора. В ноябре того же года призывается в ряды Вооружённых Сил Советской Армии. В августе 1969 года переехал на постоянное место жительства в Бийск.
- С 1969 по 1975 годы участвует в преподавательской работе с трудными подростками. В 1975 году по направлению партийных органов перешёл на работу в милицию. За годы службы в органах внутренних дел прошёл путь от заместителя начальника Приобского райотдела до начальника УВД города.
- За это время окончил Омский юридический институт, а в 1986 году Академию МВД СССР — факультет N 1. По окончании Академии Краевой комитет КПСС утвердил И. С. Кичмаренко в должности заведующего отделом административных и торгово-финансовых органов Бийского ГК КПСС.
- В 1992 году был переведён на должность заместителя министра внутренних дел Республики Алтай. Будучи заместителем министра, трижды принимал участие в боевых действиях на территории Чеченской республики.
- В 1997 году Госсобранием республики утверждён в должности  управляющего делами Правительства Республики Алтай. Единственный от Алтайского края прошёл обучение по президентской программе подготовки высшего управленческого звена в структуры государственной власти России в городе Нанте, Франция.
- В 1998 году возвратился в родной город, где начал работу в должности заместителя генерального директора Табачной фабрики.
- В 2000 году был избран депутатом Алтайского Краевого Совета Народных Депутатов и Думы города Бийска. Как член комитета по правовой политике и местному самоуправлению участвовал в разработке 23 законов, внёс более 40 поправок в краевое законодательство.
- В 2004 году бийчане избрали Ивана Савельевича Кичмаренко Главой города.
- 14 июня 2006 г. сложил с себя полномочия Главы города[2].

## Отставка
По сообщениям СМИ:

Очередное заседание Думы не предвещало такого поворота событий, хотя споры законодательной и исполнительной ветвей власти Бийска были жаркими. Когда подняли вопрос о том, что дальше будет с городом, Иван Кичмаренко удалился из зала, сказав, что ответ даст через три минуты. Вернулся уже с заявлением об отставке. Несколько депутатов проголосовали за отсрочку его рассмотрения. Мнения разделились — по закону, решение о прекращении полномочий должно быть принято в кратчайший срок. Поэтому депутаты вновь провели — уже внеочередное заседание Думы в закрытом режиме. По итогам голосования отставка главы города Ивана Кичмаренко принята при одном воздержавшемся и 23-х — «за».

После ухода И. С. Кичмаренко в отставку исполняющим обязанности главы администрации города была назначена Лидия Афанасьевна Громогласова, до этого работающая в должности первого заместителя главы города.
На внеочередных выборах главой администрации г. Бийска был избран Анатолий Викторович Мосиевский.